# Die unglaubliche und traurige Geschichte von der unschuldigen Eréndira und ihrer herzlosen Großmutter
Die unglaubliche und traurige Geschichte von der unschuldigen Eréndira und ihrer herzlosen Großmutter, auch bekannt unter dem Kurztitel Eréndira, ist eine 1982 entstandene Verfilmung der nahezu gleichnamigen Kurzgeschichte La increíble y triste historia de la cándida Eréndira y de su abuela desalmada des kolumbianischen Schriftstellers und Literaturnobelpreisträgers Gabriel García Márquez, der auch das Drehbuch schrieb. Unter der Regie von Ruy Guerra übernahmen Cláudia Ohana (als Eréndira) und Irene Papas (als ihre Großmutter) die beiden Titelrollen. Der Film wurde erstmals am 14. Mai 1983 im Rahmen der Filmfestspiele in Cannes gezeigt. Seine deutsche Erstaufführung erlebte er am 17. Februar 1984.

## Handlung
Irgendwo im staubig-ländlichen Nirgendwo in Mexiko. „Eréndira badete gerade die Großmutter, als der Wind des Unglücks zu wehen begann…“. Mit diesen Worten beginnt die Geschichte. Die 14-jährige, lolitahaft-exotische Schönheit wird von ihrer Großmutter seit dem frühen Tode ihrer Eltern hemmungslos ausgebeutet und in einer vom Verfall gezeichneten, gespenstischen Villa, durch die ständig der heiße Wüstenwind weht, wie eine Sklavin gehalten. Sie muss alle Hausarbeiten erledigen und schuftet, wie in Trance, den ganzen Tag bis zur Erschöpfung. Währenddessen lebt die entrückte und skrupellose Großmutter in ihrer eigenen Welt. Sie stopft endlos Früchte in sich hinein, redet vor sich hin und heult hemmungslos bei Schallplatten mit sentimentalen französischen Chansons, die auf einem uralten Grammophon abgespielt werden. Oder sie liegt, wie aufgebahrt, auf einem großen Lotterbett, hält endlose Selbstgespräche und gibt Eréndira eine Anweisung nach der anderen. Eines Tages ist Eréndira so erschöpft von all der Arbeit, dass sie vergisst, vor dem Schlafengehen die flackernden Kerzen des Kandelabers zu löschen. Dabei fängt ein Vorhang Feuer, und das gesamte Haus brennt bis auf die Grundmauern nieder.
„Mein armes Kind, dein ganzes Leben wird nicht ausreichen, mir das alles zu bezahlen mit dem einzigen, was du besitzt.“ Diese bedrohlich klingenden Worte der Großmutter am nächsten Morgen gleichen einer schrecklichen Vorahnung von Eréndiras Zukunft. Die Großmutter macht Eréndira zur Hure. Ab sofort kann sie jeder haben, der bereit ist, für Sex mit Eréndira zu bezahlen – egal ob Schmuggler oder Desperado, Tagelöhner oder Soldat. Bald ist sie die bekannteste Prostituierte der Gegend. Die Männer begehren sie, und die Großmutter beginnt allmählich in Reichtum zu schwelgen. Apathisch lässt Eréndira alles über sich ergehen. Als sie eines Abends nahezu eine ganze Kompanie von Soldaten beglücken muss, wird sie krank und leidet unter Schüttelfrost. Eréndira bettelt und fleht: „Großmutter, ich sterbe“. Doch die Alte bleibt hart und ist kalt wie Eis. „Es sind nur noch zehn Soldaten, die draußen warten“.
Ein Hoffnungsschimmer kommt auf, als sich Eréndira ein nahezu gleichaltriger Junge nähert, der mit seinem Vater auf der Durchreise an diesem unwirtlichen Ort Halt macht. Der Junge, blond und von engelsgleicher Erscheinung, heißt Ulysses und strahlt auf Eréndira eine magische Aura aus. Die beiden Heranwachsenden schlafen miteinander, und erstmals empfindet Eréndira so etwas wie Zärtlichkeit und menschliche Wärme. Als eines Tages eine Gruppe Mönche beider Frauen Weg kreuzt, verlangen die Gottesmänner von der Alten die Herausgabe ihrer Enkelin, um sie dem Laster zu ent- und in Ehrfurcht zu erziehen, bis sie heiratet.
Eréndira geht mit den Mönchen mit und muss als erstes ihre langen, schönen Haare lassen. Im Kloster wird sie rasch mit einem strengen, asketischen Lebenswandel konfrontiert, sagt aber dennoch erstmals: „Ich bin glücklich“. Währenddessen setzt die geldgierige Großmutter alles daran, Eréndira wieder aus den Fängen der Kirche zu entreißen. Für 25 Pesos heuert die Alte einen ihr wildfremden, mexikanischen Bauernjungen an, der Eréndira heiratet und damit den kirchlichen Gesetzen von Ehrbarkeit Genüge leistet. Bald landet das Mädchen wieder im alten Trott.
Mit Eréndira erhofft sich ihre Großmutter bald Kontakte nach ganz oben. Sie führt das Mädchen, mit einem knallroten Abendkleid und neuer Frisur aufgerüscht wie eine Edelnutte, dem einflussreichen Senator Sanchez zu. Bei dem angehenden Liebesspiel auf dem Bett fasst der sehr viel ältere Mann ihr zwischen die Beine und erfühlt unter dem Kleid ein Schloss. Ungerührt erklärt Eréndira, was ihre Großmutter ihr aufgetragen hat. „Ich soll Ihnen sagen, dass Sie den Schlüssel von einem Boten holen lassen können, wenn Sie wollen. Und dass Sie ihm einen Brief mitgeben sollen. Mit Ihrem Siegel. Einen handgeschriebenen Brief, damit uns in der ganzen Wüste niemand mehr zu belästigen wagt.“
Wenig später sieht Eréndira Ulysses wieder. Er hat drei Orangen mitgebracht, gefüllt mit Diamanten, die er Eréndira überreicht. Er sagt ihr, dass er sie von ihrer Großmutter befreien will, noch in dieser Nacht. Eréndira hat Angst; sie sagt, dass sie noch zehn Jahre für ihre Großmutter arbeiten muss, um die Schulden zu begleichen. Währenddessen wird die Alte immer wohlhabender. Eréndira kann tatsächlich mit Hilfe von Ulysses und dessen Vater aus ihren Fängen entfliehen. Doch die nimmt mit Hilfe von Soldaten die Verfolgung auf. Sie fängt den von Ulysses gesteuerten Laster ab, und ein Soldat schlägt hemmungslos auf Ulysses ein. Eréndira ist jetzt wieder in den Fängen ihrer Großmutter. Dank einem Empfehlungsschreiben des Senators kann sich Eréndira, ganz zur Freude ihrer Großmutter, vor Kunden kaum mehr retten – die anderen Nutten im Ort bleiben arbeitslos und begeben sich aufgebracht zu Eréndira. Sie tragen das zusammengekauerte Mädchen, nackt auf einem Prunkbett liegend, vorbei an der zeternden Großmutter fort und laden sie mitsamt dem Lotterbette mitten auf der Dorfstraße wieder ab.
Am kommenden Tag ziehen Enkelin und Großmutter weiter. Die Alte malt das zukünftige Leben des Mädchens in rosaroten Farben aus. Sie sagt, dass die Großen der Welt Eréndira begehren und hofieren werden. Doch das Mädchen denkt nur an Ulysses. Der macht sich erneut auf die Suche nach Eréndira. Währenddessen stirbt ihr Mentor, der Senator, auf einer Autofahrt an Herzversagen. Sein letztes Wort lautet „Eréndira“. Eines Nachts spürt Ulysses sie auf, und beide schlafen augenblicklich miteinander, während nebenan die Alte wieder einmal wie in Trance und aufrecht im Bett sitzend theatralisch zu deklamieren beginnt.
Eréndira fragt ihn, ob er ihre Großmutter töten würde. Ulysses fertigt daraufhin eine arsenvergiftete Torte an, die er der Großmutter zum Geburtstag reicht. Die Alte stopft sich mit beiden Händen den Mund und den Wanst voll und schläft anschließend seelenruhig auf dem Bett ein. Am nächsten Morgen ist sie putzmunter, nur die Haare fallen ihr büschelweise aus. Nun versuchen Eréndira und ihr junger Liebhaber sich der Großmutter mit Sprengstoff zu entledigen, als diese gerade Klavier spielt. Alles um sie wird zerstört, nur die Alte bleibt – ein wenig zerrupft – unversehrt. „Jetzt sind deine Schulden wieder so groß wie an dem Tag, als du begonnen hast, sie bei mir abzuzahlen“, sagt sie Eréndira ungerührt. Schließlich bringt Ulysses die Großmutter mit mehreren Messerstichen um. Grünes Blut besudelt sein Hemd. Eréndira schaut auf ihre Handfläche, lächelt nur leicht, schnappt sich das goldgefüllte Wams – den Lohn für Eréndiras Hurentätigkeit – der toten Alten und rennt befreit davon. Ulysses bleibt verzweifelt zurück und bricht weinend zusammen.
Epilog aus dem Off: „Sie rannte gegen den Wind, sie rannte schneller als eine Antilope. Und kein Rufen dieser Welt konnte sie aufhalten. Und nie mehr hat man etwas von ihr gehört. Noch fand sich irgendwo auch nur die geringste Spur ihrer unglücklichen Geschichte.“

## Produktionsnotizen
Der Regisseur des Films Ruy Guerra und seine 19-jährige Hauptdarstellerin Cláudia Ohana waren zum Zeitpunkt der Dreharbeiten miteinander verheiratet. Kurz nach der Uraufführung des Films wurde das Ehepaar Eltern einer Tochter.
Der Film wurde an mehreren ländlichen (und überaus staubigen) Schauplätzen in Mexiko (San Luis Potosí, Veracruz, Zacatecas) sowie im Studio von Mexiko-Stadt gedreht.
Der zur Drehzeit gerade erst 15 Jahre alte Münchner und nachmalige Theaterschauspieler Oliver Wehe war der einzige Deutsche in der Filmbesetzung. Wehe war kurz zuvor mit der Rolle des jungen Felix Krull in Bernhard Sinkels Fernsehfassung von Bekenntnisse des Hochstaplers Felix Krull bekannt geworden.
An der Ausstattung des Films arbeitete ein weiterer Deutscher, Rainer Schaper, mit.
Von deutscher Seite waren Regina Ziegler und das ZDF an der Produktion beteiligt.
Der Film lief 1983 im Wettbewerb der Filmfestspiele in Cannes um die Goldene Palme. Regisseur und Hauptdarstellerin Ohana waren anwesend.
Die FSK gab den Film ab 16 Jahren frei.

## Kritik
Die internationale Kritik zeigte sich trotz der Beteiligung des Autors der Vorlage, Garcia Marquez, am Film (Drehbuch) eher enttäuscht vom Resultat.
Das große Personenlexikon des Films resümierte über Eréndira: „Die symbolschwangere, satirische Geschichte eines kleinen Dummchens, das von seiner geldgierigen und herzlosen Großmutter zur Prostitution geführt wird, geriet, trotz einer Drehbuchvorlage von Gabriel García Márquez, zu einer enttäuschenden Allegorie der allgegenwärtigen Unterdrückungsmechanismen im gegenwärtigen Lateinamerika.“
Der Movie & Video Guide urteilte: „Ambitious and fluidly directed, but unmemorable“.
Die Filmzeitschrift Cinema nennt die Geschichte „eine Parabel auf die materielle Ausbeutung von Sexualität und Leidenschaft.“
Das Lexikon des Internationalen Films schrieb über Eréndira: „Allegorische Beschreibung von Ausbeutungs- und Unterdrückungsmethoden in Lateinamerika“, und resümierte: „Mit üppigem Dekor und optischem Einfallsreichtum gestaltet, ist Guerras Film wegen vieler surrealer Elemente nur schwer zu entschlüsseln.“